# Gare de Narita
La gare de Narita (成田駅, Narita-eki) est une gare ferroviaire japonaise située dans la ville de Narita dans la préfecture de Chiba. Elle est gérée par la East Japan Railway Company (JR East).

## Situation ferroviaire
La gare de Narita est située au point kilométrique (PK) 13,1 de la ligne Narita. Elle marque la fin de la branche Abiko et le début de la branche vers l'aéroport de Narita.

## Histoire
La gare a été inaugurée le 19 janvier 1897.

## Service des voyageurs

### Accueil
La gare dispose d'un bâtiment voyageurs, avec guichet, ouvert tous les jours.

### Desserte
- Ligne Narita :
  - voies 1 et 2 : direction Sakura (interconnexion avec la ligne Sōbu pour Chiba et Tokyo)
  - voie 3 : direction Aéroport de Narita
  - voie 5 : direction Matsugishi (interconnexion avec la ligne Sōbu pour Chōshi)
  - voie 6 : direction Abiko

### Intermodalité
La gare de Keisei Narita (ligne principale Keisei) est située à proximité.